# 磯谷村
磯谷村（いそやむら）は、かつて北海道磯谷郡に存在した村である。

## 沿革
- 1902年（明治35年）4月1日 - 北海道二級町村制施行により磯谷郡島古丹村、横澗村、能津登村、北尻別村が合併し、磯谷村が発足。寿都支庁に所属。
- 1909年（明治42年）4月1日 - 一級村へ移行。
- 1910年（明治43年）3月1日 - 支庁の統合により後志支庁に所属。
- 1955年（昭和30年）
  - 1月15日 - 寿都郡寿都町・樽岸村（一部）・歌棄郡歌棄村と合併し、寿都郡寿都町が発足同日磯谷村廃止。
  - 4月1日 - 寿都町と磯谷郡蘭越町との境界の一部が変更され、旧村域の大字北尻別が蘭越町域となる。